# Робер-Флёри, Жозеф Николя
Жозеф Николя Робер-Флёри (фр. Joseph-Nicolas Robert-Fleury; 8 августа 1797, Кёльн — 5 мая 1890, Париж) — французский художник.

## Жизнь и творчество
Жозеф Робер-Флёри — отец художника Тони Робер-Флёри. Ж. Робер-Флёри в юности приехал в Париж, где учился у художника Антуана-Жана Гро. Позднее совершил учебную поездку в Италию, и с 1826 года жил в Париже. Впервые выступил на Салоне в 1824 году. В 1855 году он был назначен профессором, а в 1863 году директором Школы изящных искусств.
Ж.Робер-Флёри писал картины преимущественно на историческую тематику. Так, по заказу парижского Торгового суда он создаёт серию полотен:
- Посвящение в судьи в 1563 году
- Объявление торговых законов от 1673 года
- Наполеон I принимает в 1807 году свод законов о торговле
- Наполеон III посещает новое здание Торгового суда.

Кроме этого, следует отметить такие исторические полотна художника, как:
- Религиозный спор в Пуасси в 1561 (1840)
- Варфоломеевская ночь (1833)
- Галилей перед судом инквизиции (1847), Люксембург, Художественный музей
- Еврейский погром в средневековой Венеции (1855), Люксембург, Художественный музей
- Въезд Хлодвига в Тур, Версаль
- Балдуин Бульонский под стенами Эдессы, Версаль.

Его учениками были Александра фон Беркхольц, Мари-Аделаида Бобри-Вайан, Давид Блес, Маргарита Жаклин, Шарль Дезире Хуэ, Леон Каплинский, Анри Ле Риш, Эжен Мюлерт и Гастон Рено.

## Галерея

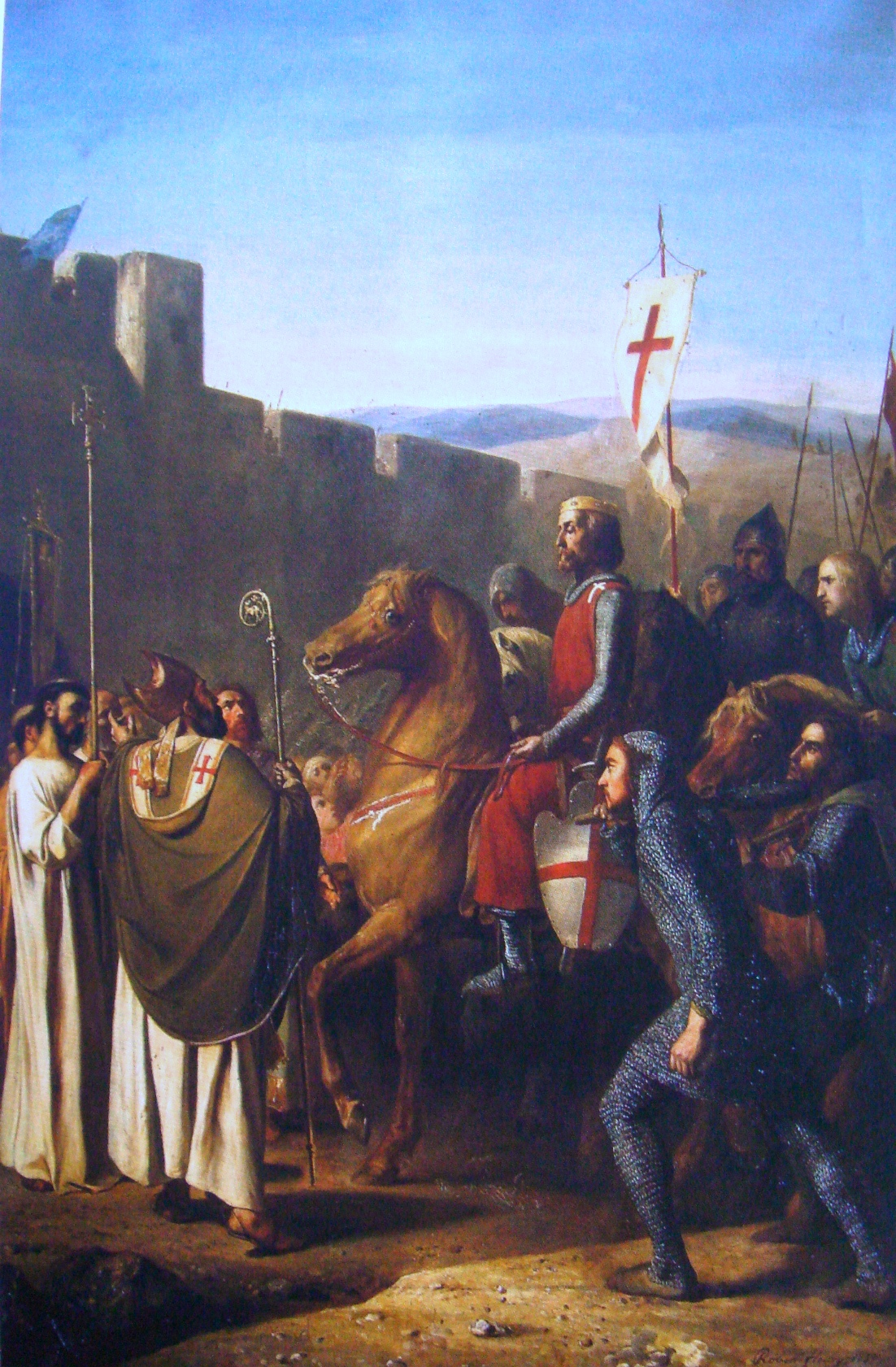
Балдуин Бульонский под стенами Эдессы
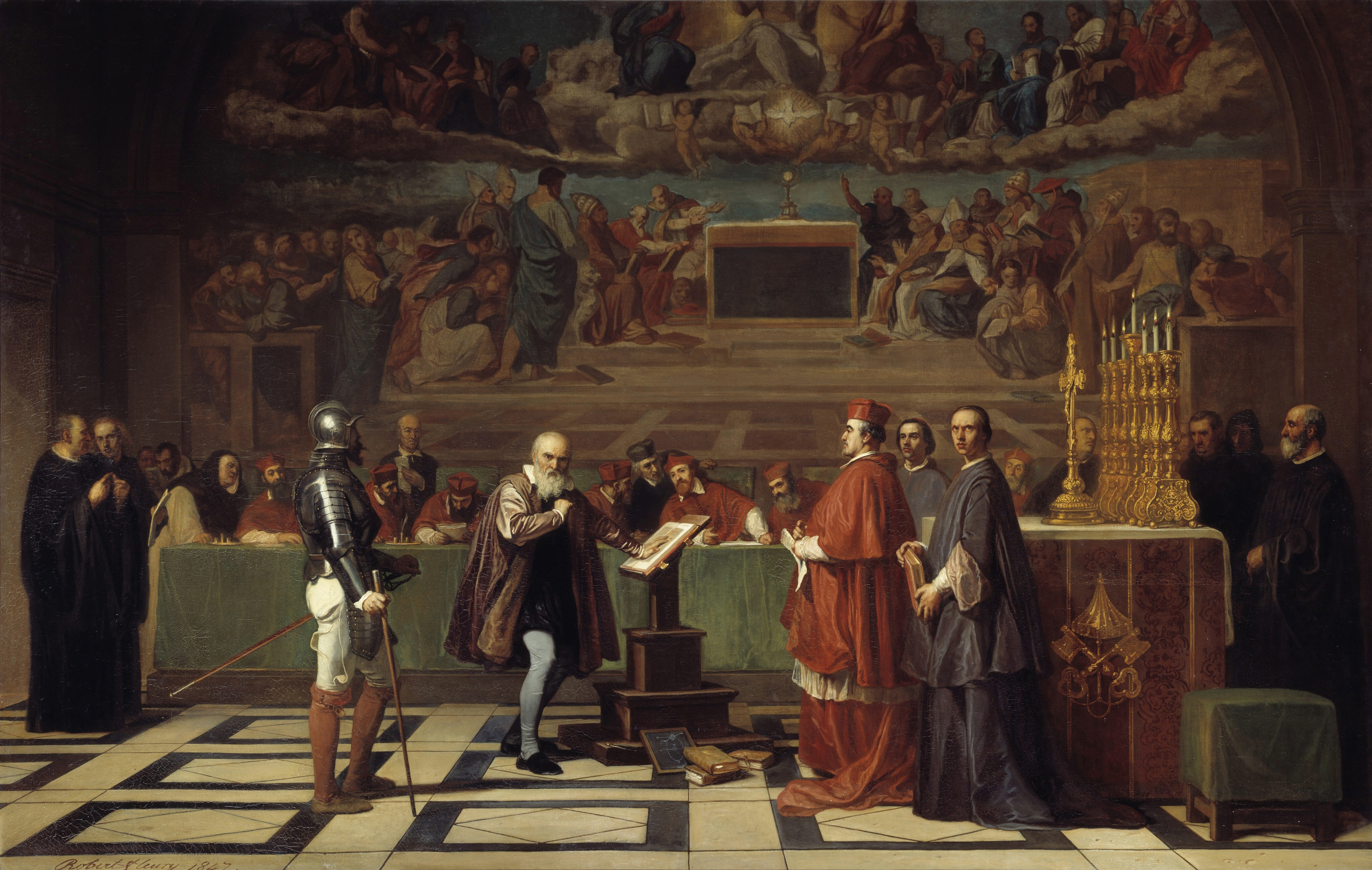
Галилей перед судом инквизиции
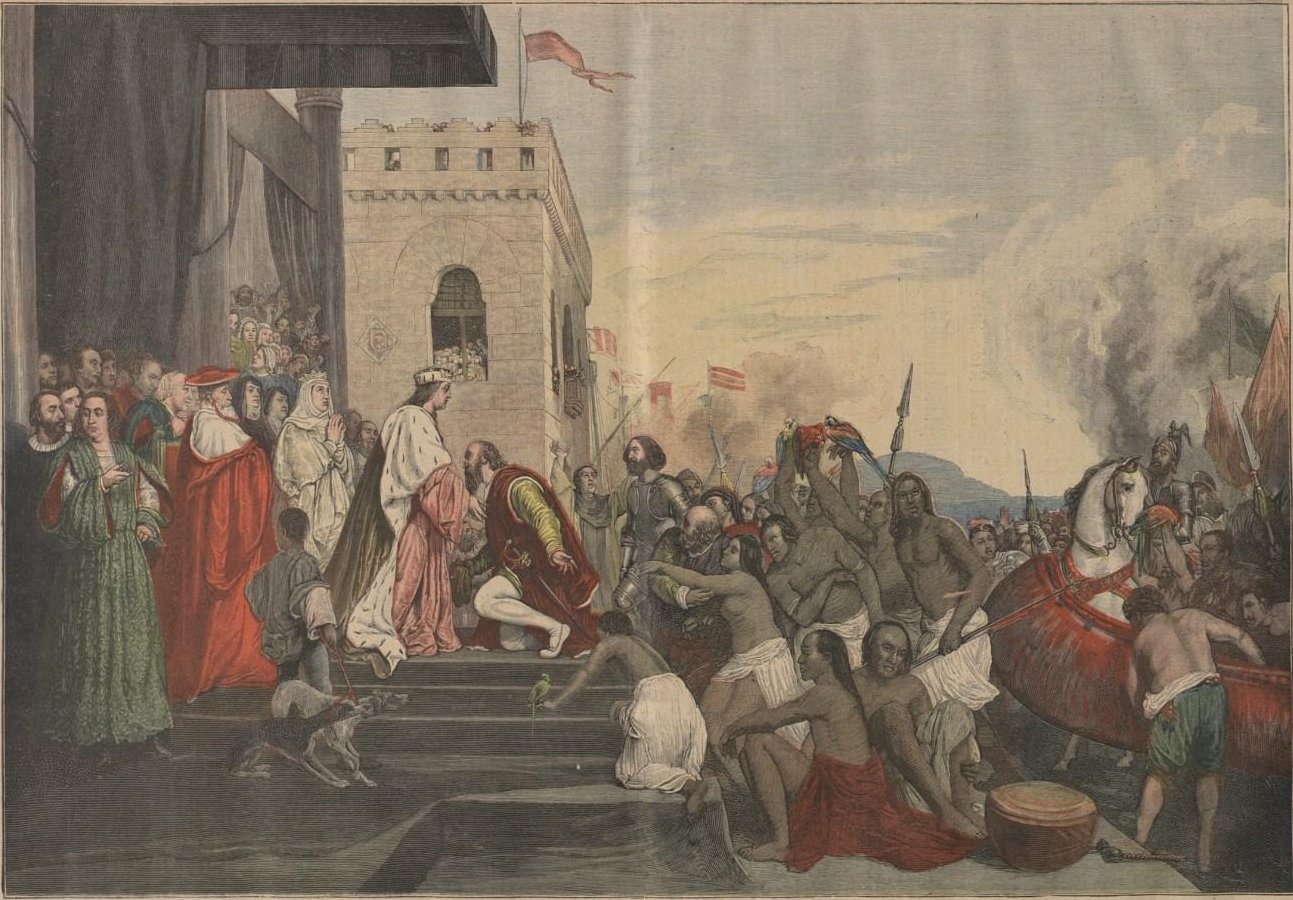
Христофор Колумб
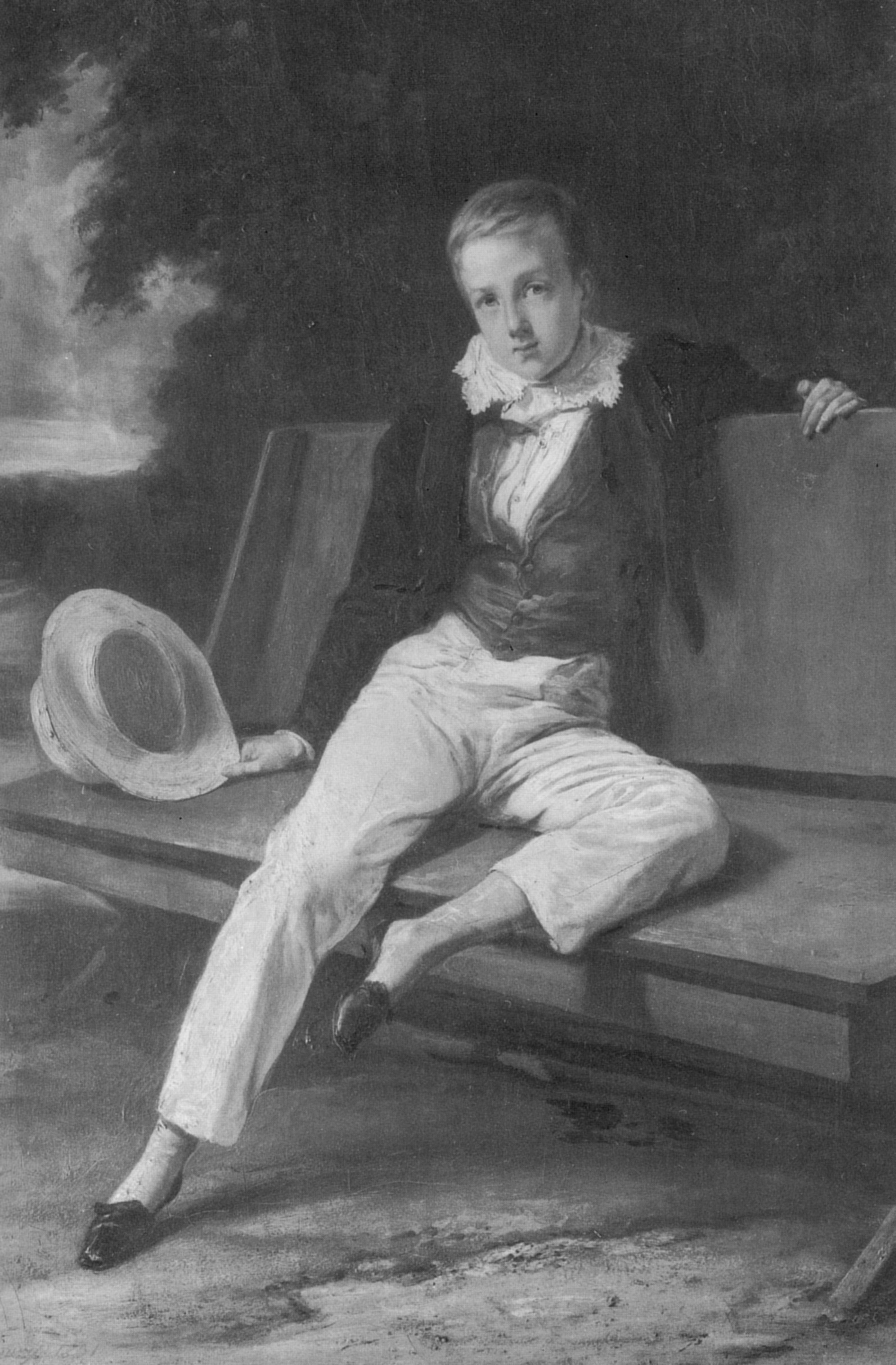
Портрет принца Филиппа Орлеанского[уточнить]